# Dawaun Parker
Dawaun Parker (* 9. Mai 1983) ist ein US-amerikanischer Musikproduzent. Er ist als Produzent bei Dr Dres Label Aftermath Entertainment unter Vertrag. Neben seiner Rolle als Produzent fungiert er auch als Songwriter.

## Allgemein
Seine ersten Produktionen waren auf dem Soundtrack des Films Get Rich Or Die Tryin zu finden, auf dem er zusammen mit Dr Dre einige Tracks produzierte. Außerdem trat er später auf Busta Rhymes’ The Big Bang und auf Jay-Z' Kingdom Come in Erscheinung. Zurzeit arbeitet Parker an den Solo-Alben von Stat Quo, Dr. Dre, Eminem und 50 Cent.

## The GodBody
Neben seiner Rolle als Produzent ist Parker neben einem Soulsänger Mitglied der Gruppe The GodBody. Dort ist er als Rapper und Produzent tätig. Für Ende 2007 ist das erste Album der Gruppe angekündigt.

## Produktionen
- 2005 50 Cent - Talk About Me (zusammen mit Dr. Dre) auf „Get Rich Or Die Tyin O.S.T“
- 2006 Diverse auf „The Big Bang“ von Busta Rhymes
- 2006 Diverse auf „The Blue Carpet Treatment“ von Snoop Dogg
- 2006 Diverse auf „Kingdom Come“ von Jay-Z
- 2006 Stat Quo - Get Low (zusammen mit Dr. Dre) auf „Eminem Presents - The Re-Up“

| Personendaten    | Personendaten                    |
| ---------------- | -------------------------------- |
| NAME             | Parker, Dawaun                   |
| KURZBESCHREIBUNG | US-amerikanischer Musikproduzent |
| GEBURTSDATUM     | 9. Mai 1983                      |